# Psilocerea semirufa
Psilocerea semirufa là một loài bướm đêm trong họ Geometridae.